# Humeova břitva

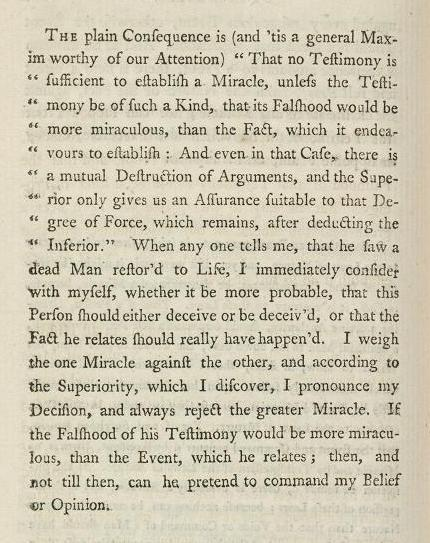
originální text z An Enquiry Concerning Human Understanding vydané 1748

Humeova břitva je princip racionálního postoje k víře v zázraky, navržený skotským filosofem Davidem Humem. Její doslovné znění (z knihy An Enquiry Concerning Human Understanding) je:
Žádné svědectví není dostatečné k dokázání zázraku, ledaže by šlo o svědectví takového druhu, že by jeho mylnost byla ještě zázračnější než skutečnost, kterou se snaží doložit.
V originále:
That no testimony is sufficient to establish a miracle, unless the testimony be of such a kind, that its falsehood would be more miraculous, than the fact, which it endeavours to establish....
Tedy jednoduše řečeno: Jakýkoliv svědek může být oklamán, tudíž je zázrak obtížně doložitelný. Popularizátor vědy MUDr. František Koukolík si tuto větu vysvětluje po svém: Nevědomost, omyl, lež a podfuk je pravděpodobnější než zázrak. Avšak taková interpretace již posouvá původní smysl Humeovy břitvy, neboť do ní promítá osobní postoj, jelikož zmiňuje pravděpodobnost zázraku, kterou si Humeova břitva netroufá posuzovat.

## Studie
Tato věta pochází ze studie, kde David Hume dokládá, proč žádné náboženství nemůže stát na zázracích. Když půjdeme ještě dále, z jeho studie vyplývá, že náboženství stojí na víře a na vzájemné důvěře (věřím, že ten člověk, svědčící o zázraku, mi nelže).